# Lưu Kỷ
Lưu Kỷ (Chữ Nho: 劉紀; ? – ?) hay Lưu Ứng Kỷ (劉應紀) là một thủ lĩnh địa phương thời nhà Lý trong lịch sử Việt Nam.

## Cuộc đời
Lưu Kỷ là thủ lĩnh châu Quảng Nguyên thuộc Đại Việt, được nhà Lý phong chức Quan sát sứ. Theo quan điểm của triều đình nhà Tống, Lưu Kỷ là một tướng lĩnh độc lập với triều đình nhà Lý, có khả năng thôn tính nhà Lý và đe dọa đến biên cương nhà Tống. Năm 1055, Nùng Trí Cao bị nhà Tống đánh bại, các tướng của Trí Cao là Hoàng Trọng Khanh, Lư Báo, Nùng Sĩ Trung, Hoàng Lục Phẫn theo về Lưu Kỷ.
Những năm 1057–1062, cha con tù trưởng Nùng Tông Đán, Nùng Nhật Tân ở phía bắc Quảng Uyên (tức Vật Dương, Vật Ác) liên tục thần phục, nhận quan tước của nhà Tống. Năm 1064, Nùng Tông Đán sợ bị Lý Thánh Tông và Lưu Kỷ hỏi tội, liền bỏ hẳn sang Tống. Nhà Tống đặt đất Vật Dương, Vật Ác thành hai châu Thuận An, Quy Hóa, khiến nhà Lý mất một vùng lãnh thổ rộng lớn. Năm 1071, Lưu Kỷ từng cho quân tấn công Quy Hóa, khiến Tống Thần Tông lo ngại.
Năm 1073, Tri Quế Châu nhà Tống là Thẩm Khởi tìm cách chiêu an các tù trưởng vùng biên giới với Đại Việt. Theo lời Thẩm Khởi, Lưu Kỷ cũng do dự muốn hàng Tống. Tuy nhiên, nhà Tống lo sợ quân đội nhà Lý nên không chấp nhận, bãi chức của Khởi. Cùng năm, Lưu Kỷ cho quân đánh Nùng Trí Hội (con Nùng Trí Cao) ở Quy Hóa. Bấy giờ, thế lực của Lưu Kỷ trở nên mạnh mẽ, khiến nhà Tống e ngại, các con của Nùng Tông Đán cũng theo về Lưu Kỷ, Tông Đản cũng được xem là một bộ tướng ở Quảng Nguyên.
Năm 1075, Thái úy Lý Thường Kiệt của nhà Lý phát động chiến dịch phạt Tống, Lưu Kỷ và Tông Đản từ Quảng Uyên cho quân tấn công trại Hoành Sơn, giết Chúa trại Lâm Mậu Thăng. Sau đó, Tông Đản kéo quân sang các trại phía tây, rồi hội quân với Lý Thường Kiệt bao vây thành Ung Châu.
Năm 1076, nhà Tống có ý định xâm lược Đại Việt, cho người dụ dỗ các tù trưởng vùng biên. Vi Thủ An, Hoàng Kim Mãn, Nùng Thuận Linh, Lưu Kỷ, Sầm Khánh Tân,... đều nhận quan tước của Tống, trong đó Lưu Kỷ nhận hàm Tả tàng khố phó sứ. Năm 1077, quân Tống do Quách Quỳ thống soái tràn qua biên giới, bọn Vi Thủ An đều đầu hàng, chỉ có Lưu Kỷ và Thân Cảnh Phúc giữ châu chống trả. Sau nhiều lần bị quân Lưu Kỷ bao vây, tướng Tống là Yến Đạt liền dùng kế, phao tin Lưu Kỷ hẹn ba ngày nữa đầu hàng. Các khe động đều tưởng thật, lần lượt đầu hàng, khiến Lưu Kỷ bị cô lập, ba ngày sau thật sự hàng Tống. Gia đình Lưu Kỷ cùng các thuộc hạ Nùng Sĩ Trung, Lư Báo bị áp giải đến Khai Phong.
Quân Tống thua lớn ở sông Như Nguyệt, được nhà Lý cho phép rút lui, nhưng châu Quảng Nguyên vẫn bị chiếm đóng. Năm 1078, theo lời tâu của Triệu Tiết, Lưu Kỷ được nhà Tống phong quan, không rõ chết năm nào. Cùng năm, sứ giả Đào Tông Nguyên thành công đòi được Quảng Nguyên.